# كأس الاتحاد الإنجليزي 2022–23
كأس الاتحاد الإنجليزي 2022–23 (بالإنجليزية: 2022–23 FA Cup)‏ هو الموسم الثاني والأربعون بعد المائة من أقدم بطولة كرة قدم في العالم، كأس الاتحاد الإنجليزي. ترعاها طيران الإمارات وتُعرف باسم كأس الإمارات لكرة القدم لأغراض الرعاية. الفائز سوف يتأهل لمرحلة المجموعات من الدوري الأوروبي 2022–23. كان ليفربول هو حامل اللقب بعد فوزه على تشيلسي في نهائي كأس الاتحاد الإنجليزي 2022 وحصوله على اللقب الثامن في تاريخه.

## النهائي
| مانشستر سيتي       | 2–1   | مانشستر يونايتد         |
| ------------------ | ----- | ----------------------- |
| - غوندوغان 1'، 51' | تقرير | - 33' (ركلة.) فيرنانديز |